# دورنیه دو ۱۴
دورنیه دو ۱۴ (به انگلیسی: Dornier_Do_14) یک هواگرد از نوع هواپیمای دریایی آزمایشی ساخت شرکت دورنیه فلوکتسایک‌ورک در آلمان است.